# 葛縉
葛縉（1511年—？），字仲榮，號雙石，山東萊州府平度州昌邑縣王葛山下人，民籍，明朝政治人物。

## 生平
嘉靖十年（1531年）辛卯科山東鄉試第六十八名，嘉靖十四年（1535年）乙未科三甲第一百一十七名進士。初授山西襄垣縣知縣，有政声。擢兵部主事，升员外郎，二十四年三月因兵部冒籍案降一级调外任。历泗州知州，累官河南府知府，升山西按察司副使，三十六年六月升按察使，三十七年八月升都察院右佥都御史、提督雁门等关兼巡抚山西，三十八年十二月改保定巡抚，三十九年四月升左副都御史，接替张松任宣大总督，命将出塞，屡次建功。三十九年七月晋兵部右侍郎兼右佥都御史，仍旧总督宣大，十月被召回京，四十年护送景王之国，闰五月升兵部左侍郎。虏酋土蛮等大举入寇辽东，四十一年四月兼都察院右佥都御史，前往督视辽东军情，虜退，九月召回部，四十二年二月以考察致仕。晚年辞官归田，常与乡人孙梦豸等吟诗论文。卒葬城西二里西山旁。

## 家族
曾祖葛君用；祖父葛珍；父葛慶，曾任巡檢。母王氏。具庆下。兄葛經（贡士）、葛纬、葛紀。弟葛綸、葛纯。